# Competición (general)

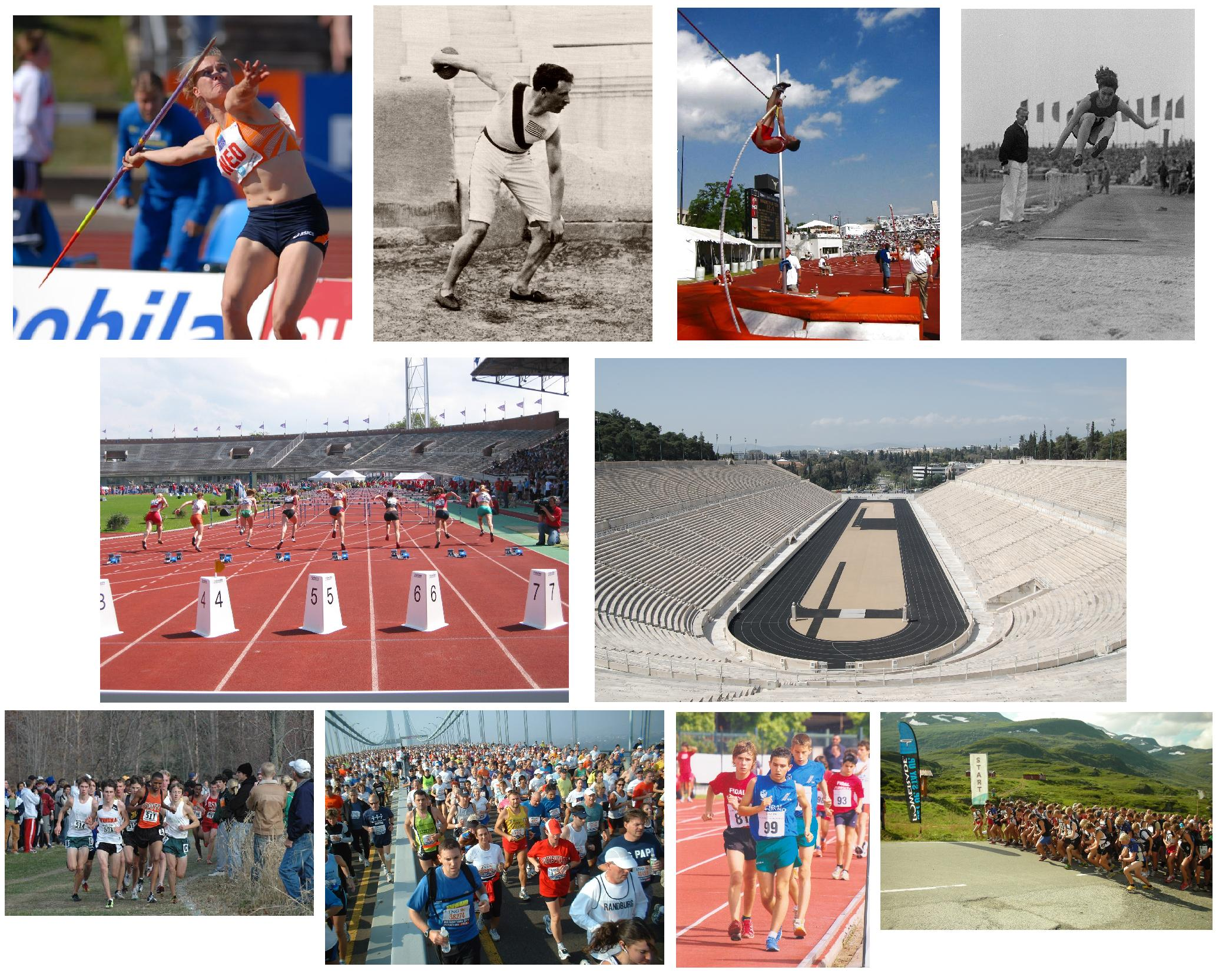
Competencia deportiva. Una selección de imágenes que muestra algunos de los eventos deportivos que se clasifican como competiciones de atletismo

Una competición es el acto de rivalidad en el que dos o más partes se esfuerzan por conseguir un objetivo común que no se puede compartir: donde la ganancia de uno es la pérdida del otro (un ejemplo de ello es un juego de suma cero). La competencia puede surgir entre entidades como organismos, individuos, grupos económicos y sociales, etc. La rivalidad puede ser por la consecución de cualquier objetivo exclusivo, incluido el reconocimiento: (por ejemplo, premios, bienes, compañeros, estatus, prestigio), liderazgo, cuota de mercado, nichos y recursos escasos, o un territorio.
La competencia se da en la naturaleza, entre organismos vivos que coexisten en el mismo ambiente. Los animales compiten por el suministro de agua, la comida, las parejas y otros recursos biológicos. Los seres humanos suelen competir por la comida y las parejas, aunque cuando estas necesidades se satisfacen a menudo surgen profundas rivalidades por la búsqueda de riqueza, poder, prestigio y fama en un entorno estático, repetitivo e inmutable. La competencia es un principio fundamental de la economía de mercado y de las empresas, a menudo asociada a la competencia empresarial, ya que las empresas compiten con al menos otra empresa por el mismo grupo de clientes. La competencia dentro de una empresa suele estimularse con el propósito más amplio de conocer y alcanzar una mayor calidad de los servicios o de los productos mejorados que la empresa pueda producir o desarrollar.
A menudo se considera que la competencia es lo opuesto a la cooperación, sin embargo, en el mundo real, las mezclas de cooperación y competencia son la norma. En las economías, como argumentó el filósofo R. G. Collingwood "la presencia de estos dos opuestos juntos es esencial para un sistema económico. Las partes de una acción económica cooperan compitiendo, como dos jugadores de ajedrez". Las estrategias óptimas para alcanzar objetivos se estudian en la rama de las matemáticas conocida como teoría de juegos.
La competencia se ha estudiado en varios campos, como la economía, psicología, la sociología y la antropología. Los psicólogos sociales, por ejemplo, estudian la naturaleza de la competencia. Investigan el impulso natural de la competencia y sus circunstancias. También estudian la dinámica de grupos, para detectar cómo surge la competencia y cuáles son sus efectos. Los sociólogos, por su parte, estudian los efectos de la competencia en el conjunto de la sociedad. Además, los antropólogos estudian la historia y la prehistoria de la competencia en diversas culturas. También investigan cómo se manifestaba la competencia en diversos entornos culturales en el pasado, y cómo ha evolucionado la competencia a lo largo del tiempo.

## Biología y ecología
La competencia dentro de las especies, entre ellas y entre ellas es una de las fuerzas más importantes de la biología, especialmente en el campo de la ecología.
La competencia entre los miembros de una especie ("intraespecífica") por recursos como comida, agua, territorio y luz solar puede dar lugar a un aumento de la frecuencia de una variante de la especie más adecuada para la supervivencia y la reproducción hasta su fijación dentro de una población. Sin embargo, la competencia entre recursos también tiene una fuerte tendencia a la diversificación entre los miembros de una misma especie, lo que da lugar a la coexistencia de estrategias competitivas y no competitivas o a ciclos entre la baja y la alta competitividad. Los terceros dentro de una especie suelen favorecer estrategias altamente competitivas que conducen a la extinción de la especie cuando las condiciones ambientales son duras (suicidio evolutivo).
La competencia también se da entre especies ("interespecífica"). Cuando los recursos son limitados, varias especies pueden depender de estos recursos. Así, cada una de las especies compite con las demás para acceder a los recursos. En consecuencia, las especies menos aptas para competir por los recursos pueden agotarse, a menos que se adapten mediante la dislocación de caracteres, por ejemplo. Según la teoría evolutiva, esta competencia dentro y entre las especies por los recursos desempeña un papel importante en la selección natural. A escalas temporales más cortas, la competencia es también uno de los factores más importantes que controlan la diversidad en las comunidades ecológicas, pero a escalas más grandes la expansión y la contracción del espacio ecológico es un factor mucho más importante que la competencia. Esto se ilustra en las comunidades vegetales vivas, donde la competencia asimétrica y el dominio competitivo se producen con frecuencia. También existen múltiples ejemplos de competencia simétrica y asimétrica en los animales.

## Concursos de consumo - juegos de suerte o de habilidad
En Australia, Nueva Zelanda y el Reino Unido, los concursos o lotto son el equivalente de lo que se conoce comúnmente como sweepstakes en los Estados Unidos. El nombre técnico correcto para los concursos de consumidores australianos es lotería de promoción comercial o lotto.
Los participantes de un concurso o lotería de promoción comercial entran para ganar uno o varios premios, por lo que muchos participantes están todos en competencia, o compiten por un número limitado de premios.
Un concurso o lotería de promoción comercial es una lotería de entrada libre que se realiza para promocionar bienes o servicios suministrados por una empresa. Un ejemplo es cuando se compran bienes o servicios y luego se da la oportunidad de participar en la lotería y posiblemente ganar un premio. Una lotería de promoción comercial puede denominarse lotería, concurso, competición, sorteo o regalo.
Estos concursos pueden ser juegos de suerte (sorteados al azar) o de habilidad (juzgados en base a una pregunta o presentación), o posiblemente una combinación de ambos.
Las personas que disfrutan participando en concursos se conocen como "compers". Muchos concursantes asisten a convenciones nacionales anuales. En 2012, más de 100 miembros de la comunidad de concursos en línea de lottos.com.au de toda Australia se reunieron en la Costa de Oro, Queensland, para hablar de concursos.

## Competitividad
Muchos filósofos y psicólogos han identificado un rasgo en la mayoría de los organismos vivos que puede impulsar al organismo particular a competir. Este rasgo, llamado competitividad, se considera una característica biológica innata. Rasgo que coexiste junto con el impulso de supervivencia. La competitividad, o la inclinación a competir, sin embargo, se ha convertido en sinónimo de agresividad y ambición. Las civilizaciones más avanzadas integran la agresividad y la competitividad en su interacciones, como forma de distribuir los recursos y adaptarse. Muchas plantas compiten con las vecinas por la luz solar.
El término también se aplica a la econometría. En este caso, es una medida comparativa de la capacidad y el rendimiento de una empresa o subsector para vender y producir/suministrar bienes y/o servicios en un mercado determinado. Los dos cuerpos de pensamiento académico sobre la evaluación de la competitividad son el Paradigma de la Conducción de la Estructura y el modelo más contemporáneo de la Nueva Organización Industrial Empírica'. Predecir los cambios en la competitividad de los sectores empresariales se está convirtiendo en un paso integral y explícito en la elaboración de políticas públicas. Dentro de los sistemas económicos capitalistas, el impulso de las empresas es mantener y mejorar su propia competitividad.

## Educación
La competitividad es un factor importante en la educación. A escala mundial, los sistemas educativos nacionales, con la intención de sacar lo mejor de la próxima generación, fomentan la competitividad entre los estudiantes mediante becas. Países como Inglaterra y Singapur tienen programas de educación especial que atienden a estudiantes especializados, lo que provoca acusaciones de elitismo académico. Al recibir sus resultados académicos, los estudiantes tienden a comparar sus notas para ver quién es mejor. En casos graves, la presión por el rendimiento en algunos países es tan alta que puede dar lugar a la estigmatización de los estudiantes con deficiencias intelectuales, o incluso al suicidio como consecuencia del fracaso en los exámenes; Japón es un ejemplo destacado. Esto ha dado lugar a una revaluación crítica de los exámenes en su conjunto por parte de los pedagogos. Los críticos de la competencia como factor de motivación en los sistemas educativos, como Alfie Kohn, afirman que la competencia tiene en realidad una influencia neta negativa en los niveles de rendimiento de los estudiantes, y que "nos convierte a todos en perdedores" (Kohn 1986). El economista Richard Layard ha comentado los efectos perjudiciales, afirmando que "la gente siente que está bajo una gran presión. Sienten que su principal objetivo en la vida es hacerlo mejor que los demás. Eso es ciertamente lo que se enseña a los jóvenes en la escuela todos los días. Y no es una buena base para una sociedad"
Sin embargo, otros estudios como los Tests Torrance de Pensamiento Creativo muestran que el efecto de la competencia en los estudiantes depende del nivel de agencia de cada individuo. Los estudiantes con un alto nivel de agencia prosperan en la competición, se motivan a sí mismos y están dispuestos a arriesgarse a fracasar. En comparación con sus homólogos con bajo nivel de agencia, estos estudiantes tienen más probabilidades de ser flexibles, adaptables y creativos cuando sean adultos.

## Economía
Merriam-Webster da como una de las definiciones de competencia (relativa al negocios) como "[...] rivalidad: como [...] el esfuerzo de dos o más partes que actúan independientemente para asegurar el negocio de un tercero ofreciendo las condiciones más favorables". Adam Smith en su libro de 1776 La riqueza de las naciones y economistas posteriores describieron la competencia en general como la asignación de recursos productivos a sus usos más valorados y el fomento de la eficiencia. Posteriormente la teoría microeconómica distinguió entre competencia perfecta y competencia imperfecta, concluyendo que ningún sistema de asignación de recursos es más eficiente que la competencia perfecta. La competencia, según la teoría, hace que las empresas comerciales desarrollen nuevos productos, servicios y tecnologías, lo que daría a los consumidores una mayor selección y mejores productos. La mayor selección suele causar precios más bajos para los productos, en comparación con lo que sería el precio si no hubiera competencia (monopolio) o poca competencia (oligopolio).
Sin embargo, la competencia también puede conducir a un esfuerzo desperdiciado (duplicado) y a un aumento de los costes (y de los precios) en algunas circunstancias. Por ejemplo, la intensa competencia por el escaso número de empleos de alto nivel en la música y la actuación cinematográfica lleva a muchos aspirantes a músicos y actores a realizar importantes inversiones en formación que no se recuperan, porque sólo una parte llega a tener éxito. Los críticos también han argumentado que la competencia puede ser desestabilizadora, en particular la competencia entre determinadas instituciones financieras.
Los expertos también han cuestionado el carácter constructivo de la competencia en la rentabilidad. Se ha argumentado que los objetivos orientados a la competencia son contraproducentes para aumentar los ingresos y la rentabilidad porque limitan las opciones de estrategias de las empresas, así como su capacidad para ofrecer respuestas innovadoras a los cambios del mercado. Además, el fuerte deseo de derrotar a las empresas rivales con precios competitivos tiene la gran posibilidad de provocar guerra de precios.
Otra distinción que aparece en economía es la que existe entre la competencia como estado final -como en el caso de la competencia perfecta e imperfecta- y la competencia como proceso. Ese proceso se suele ver como un proceso. Es un proceso de rivalidad entre empresas (o consumidores) que intensifica las presiones selectivas para mejorar. Se puede replantear como un proceso de descubrimiento.
Se han clasificado tres niveles de competencia económica final:
- La forma más estrecha es la competencia directa (también llamada competencia de categorías o competencia de marcas), en la que productos que realizan la misma función compiten entre sí. Por ejemplo, una marca de camionetas compite con otras marcas de camionetas. A veces, dos empresas son rivales y una de ellas añade nuevos productos a su línea, lo que lleva a la otra empresa a distribuir las mismas novedades, y de este modo compiten.
- La siguiente forma es la "competencia sustitutiva" o "indirecta", en la que compiten productos que son sustitutos cercanos el uno del otro. Por ejemplo, la mantequilla compite con la margarina, con la mayonesa y con otras salsas y pastas para untar.
- La forma más amplia de competencia suele denominarse "competencia presupuestaria". En esta categoría se incluye cualquier cosa en la que el consumidor quiera gastar sus dinero disponibles. Por ejemplo, una familia que dispone de 20.000 dólares puede elegir gastarlos en muchos artículos diferentes, que pueden considerarse como competencia entre sí por el gasto de la familia. Esta forma de competencia también se describe a veces como una competencia de "cuota de cartera".

Además, las empresas compiten por la financiación en los mercados de capitales (capital o deuda) con el fin de generar el efectivo necesario para sus operaciones. El inversor suele considerar oportunidades de inversión alternativas dado su perfil de riesgo, y no sólo se fija en las empresas que sólo compiten en producto (competidores directos). Ampliar el universo de inversión para incluir a los competidores indirectos conduce a un universo más amplio de empresas comparables que compiten indirectamente.
La competencia no tiene que ser necesariamente entre empresas. Por ejemplo, los escritores de negocios a veces se refieren a la competencia interna. Se trata de la competencia dentro de las empresas. La idea fue introducida por primera vez por Alfred Sloan en General Motors en la década de 1920. Sloan creó deliberadamente áreas de solapamiento entre división de la empresa para que cada división compitiera con las demás. Por ejemplo, la división Chevrolet competiría con la división Pontiac en algunos segmentos del mercado. La competencia entre marcas de la misma empresa permitía que las piezas fueran diseñadas por una división y compartidas por varias divisiones, por ejemplo, las piezas diseñadas por Chevrolet también serían utilizadas por Pontiac. En 1931 Procter & Gamble inició un sistema deliberado de rivalidad interna entre marcas. La empresa se organizó en torno a diferentes marcas, y a cada marca se le asignaron recursos, incluido un grupo de empleados dedicados a defender la marca. A cada gestor de marca se le asignaba la responsabilidad del éxito o el fracaso de la marca, y se le compensaba en consecuencia.
La mayoría de las empresas también fomentan la competencia entre empleados individuales. Un ejemplo de ello es un concurso entre representantes de ventas. El representante de ventas con las mayores ventas (o la mejor mejora en las ventas) durante un período de tiempo ganaría beneficios del empleador. Esto también se conoce como competencia dentro de la marca.
Shalev y Asbjornsen descubrieron que el éxito (es decir, el ahorro resultante) de las subastas inversas se correlacionaba en mayor medida con la competencia. La literatura apoyó ampliamente la importancia de la competencia como principal impulsor del éxito de las subastas inversas. Sus hallazgos parecen apoyar ese argumento, ya que la competencia se correlacionó fuertemente con el éxito de la subasta inversa, así como con el número de postores.
La competencia empresarial y económica en la mayoría de los países suele ser limitada o restringida. La competencia suele estar sujeta a restricciones legales. Por ejemplo, la competencia puede estar legalmente prohibida, como en los casos de un monopolio gubernamental o de un monopolio concedido por el gobierno. Los gobiernos pueden establecer aranceles, subvenciones u otras medidas proteccionistas para impedir o reducir la competencia. Dependiendo de la respectiva política económica, la competencia pura está regulada en mayor o menor medida por la política de competencia y el derecho de la competencia.  Otro componente de estas actividades es el proceso de descubrimiento, ya que los casos de mayor regulación gubernamental suelen conducir a la puesta en marcha de empresas menos competitivas.
Nicholas Gruen se ha referido a El engaño de la competencia, en el que se considera que la competencia es inequívocamente buena, incluso cuando esa competencia se filtra en las reglas del juego. Afirma que esto impulsa la financiarización (la duplicación aproximada de la proporción de recursos económicos dedicados a las finanzas y a las profesiones de "elaboración y administración de normas" como el derecho, la contabilidad y la auditoría).

### Internacionalización
La competencia entre países es bastante sutil de detectar, pero es bastante evidente en la economía mundial. Los países compiten para ofrecer el mejor entorno posible de negocios a las empresas multinacionales. Dicha competencia se pone de manifiesto en las políticas emprendidas por estos países para educar a la futura mano de obra. Por ejemplo, las economías del este de Asia, como Singapur, Japón y Corea del Sur, tienden a hacer hincapié en la educación, destinando una gran parte del presupuesto a este sector, y poniendo en marcha programas como la educación para superdotados.

### Derecho

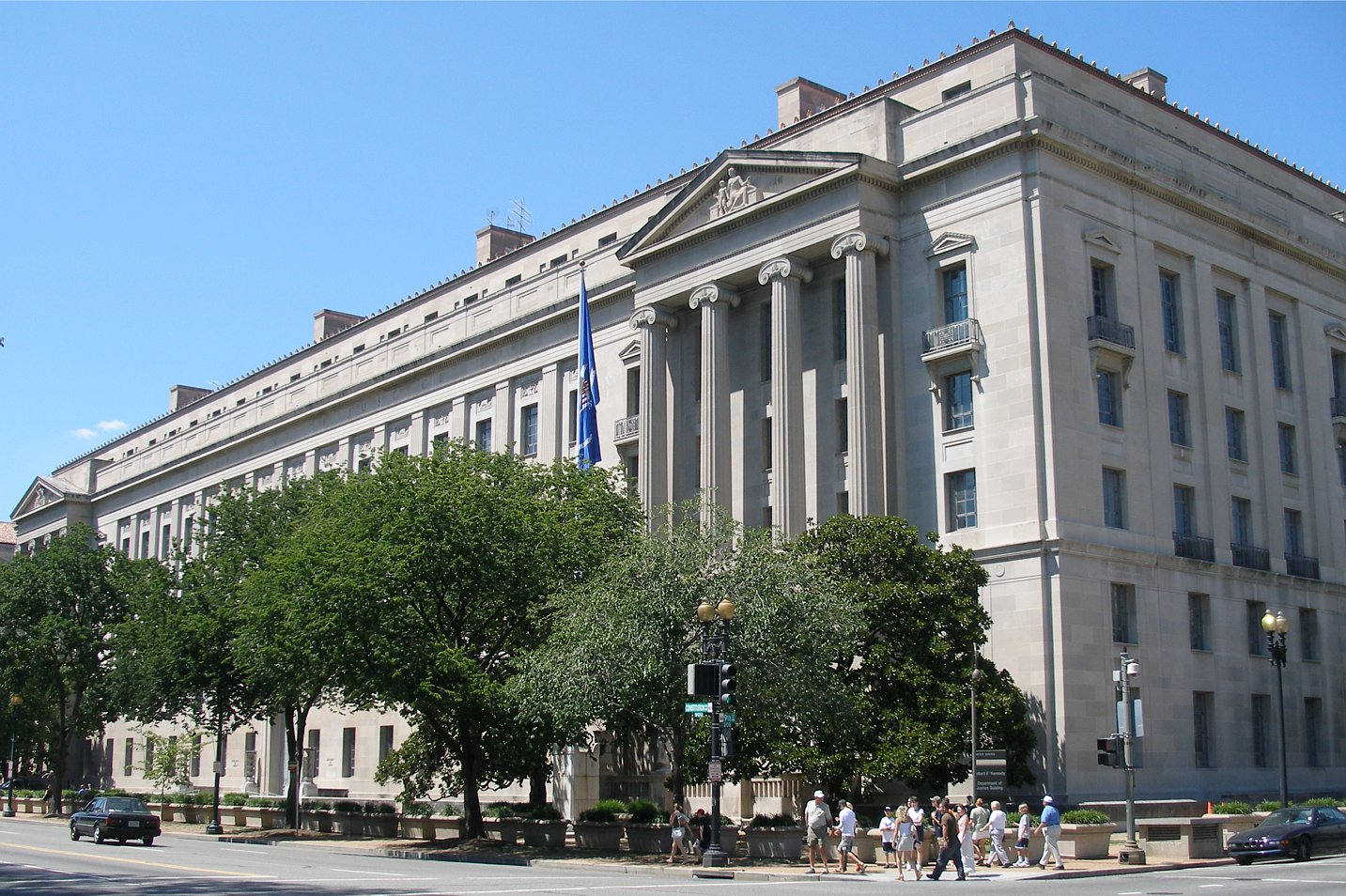
El edificio del Departamento de Justicia en Washington, D.C. alberga a los influyentes encargados antimonopolios de velar por el cumplimiento de las leyes de competencia de Estados Unidos.

La ley de la competencia, conocida en Estados Unidos como ley antimonopolio, tiene tres funciones principales:
- En primer lugar, prohíbe los acuerdos destinados a restringir el libre comercio entre las entidades comerciales y sus clientes. Por ejemplo, un cártel de tiendas de deportes que fijan conjuntamente los precios de las camisetas de fútbol por encima de lo normal es ilegal.[23]
- En segundo lugar, el derecho de la competencia puede prohibir la existencia o el comportamiento abusivo de una empresa que domina el mercado. Un caso que podría ser una empresa de software que a través de su monopolio en las plataformas informáticas hace que los consumidores utilicen su reproductor multimedia.[24]
- En tercer lugar, para preservar los mercados competitivos, la ley supervisa las fusiones y adquisiciones de empresas muy grandes. Las autoridades de la competencia pueden, por ejemplo, exigir que una gran empresa de envasado conceda licencia de botellas de plástico a sus competidores antes de adquirir un importante productor de PET.[25]

En los tres casos, el derecho de la competencia pretende proteger múltiples fines, incluyendo la eficiencia económica, el bienestar de los consumidores y la rivalidad garantizando que cada empresa pueda competir por su parte de la economía de mercado.
En las últimas décadas, el derecho de la competencia también se ha vendido como un instrumento para proporcionar mejores servicios públicos, tradicionalmente financiados por los impuestos-contribuyentes y administrados por democráticamente responsables gobierno. De ahí que el derecho de la competencia esté estrechamente relacionado con la legislación sobre la desregulación del acceso a los mercados, la concesión de ayudas y subvenciones estatales, la privatización de activos de propiedad estatal y el uso de reguladores sectoriales independientes, como el organismo de control de las telecomunicaciones del Reino Unido Ofcom. Detrás de la práctica está la teoría, que en los últimos cincuenta años  ha estado dominada por la economía neoclásica. Los mercados se consideran el método más eficiente para asignar los recursos, aunque a veces fallan, y la regulación se hace necesaria para proteger el modelo de mercado ideal. Detrás de la teoría está la historia, que se remonta al Imperio Romano. Las prácticas comerciales de los comerciantes del mercado, de los gremios y de los gobiernos siempre han sido objeto de escrutinio y, en ocasiones, de severas sanciones. Desde el siglo XX, el derecho de la competencia se ha convertido en algo global. Los dos sistemas más grandes, organizados e influyentes de regulación de la competencia son la ley antimonopolio de Estados Unidos y la ley de competencia de la Comunidad Europea. Las respectivas autoridades nacionales/internacionales, el Departamento de Justicia de Estados Unidos (DOJ) y la Comisión Federal de Comercio (FTC) en Estados Unidos y la Dirección General de Competencia de la Comisión Europea (DGCOMP) han formado redes internacionales de apoyo y aplicación. El derecho de la competencia adquiere cada día más importancia, lo que justifica su estudio minucioso.